# 因诺肯季·费奥多罗维奇·安年斯基

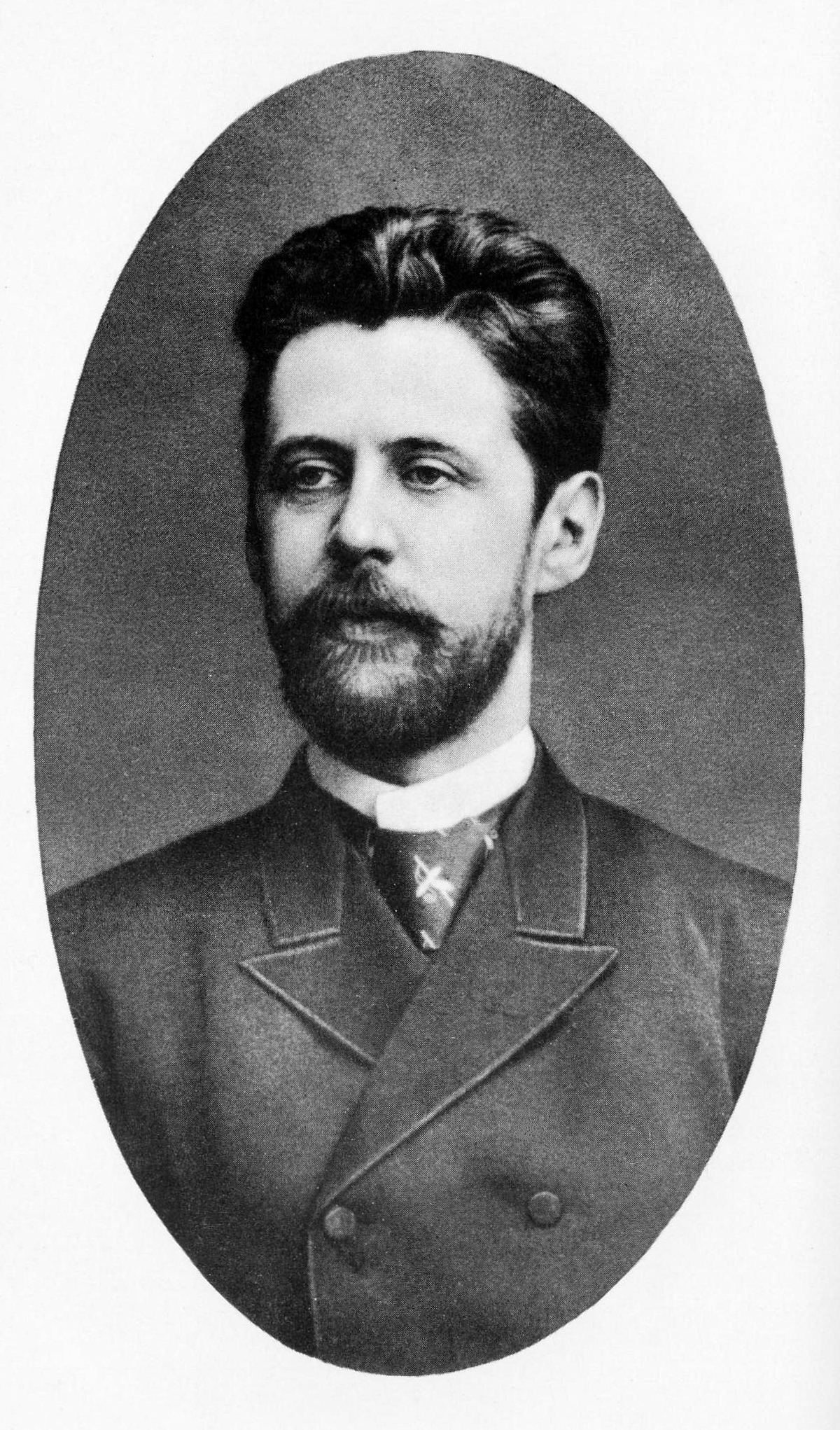
安年斯基像

因诺肯季·费奥多罗维奇·安年斯基（Innokentiy Fyodorovich Annensky，Инноке́нтий Фёдорович А́нненский，格里历1855年9月1日—1909年12月13日），俄罗斯帝国象征主义诗人、西方古典学者、语言学家和政论家，出生于鄂木斯克。小行星3724以他命名。
安年斯基毕业于彼得堡大学历史语言系，后于皇村公立中学任教，教授希腊语。1904年出版首册，也是生前最后一册诗集《低吟浅唱》，这册诗集是他用笔名“无名之辈”发表的，评价不高且关注度低。1909年冬，安年斯基因心脏病逝世。1910年，第二册诗集《柏木雕花箱》于诗人死后发表。此外，因着他的古典学功底，他将歐里庇得斯的所有作品翻译至俄文。他能流利地使用德语、英语、法语和意大利语，此外还掌握了拉丁语和古希腊语，精通梵语和希伯来语。
安年斯基生前毫无诗名，死后才被诗坛崇奉。他的诗作影响了象征主义、阿克梅派、未来派等俄罗斯诗学流派。帕斯捷尔纳克、阿赫玛托娃、曼德尔施塔姆等诗家都对他的诗作青睐有加。他本人则受到法国诗人保尔·魏尔伦、斯特凡·马拉梅等人的影响。

## 诗作赏析
我爱那三套马车狂奔之后，在林间久久飘荡的回声。。。我爱冬天清晨在我的头顶之上那一片半明不暗的紫色光线。。。我爱那泛着白光的旷原上，在变幻中逐渐消失的颜色，我爱那所有得不到共鸣和回声的，在这个世界上默默存在过的一切——安年斯基，我爱（节选）